# LMBT-kronológia (2020-as évek)
Ez az oldal a leszbikus, meleg, biszexuális és transznemű (LMBT) emberek jogainak történetében, a 2020-as években bekövetkezett fontosabb eseményeket tartalmazza.
« korábbi események

## 2020
Január
- New Hampshire-ben a vezetői engedélyeken választható a harmadik nem.[1]
- Észak-Írországban legális az azonos neműek házassága.[2]

Február
- Egy horvát bíróság alkotmányellenesnek nevezte azt a törvényt, amely szerint azonos nemű párok nem fogadhatnak örökbe gyereket, ezzel legálissá téve azt.[3]
- Svájcban megtiltják a szexualitáson alapuló diszkriminációt egy népszavazás alapján.[4]
- Észak-Írországban összeházasodik az első azonos nemű pár.[5]
- Izraelben nem kötelező átesni műtéten, hogy az útlevelekben nemet változtasson valaki. Az alsó korhatárát a nem változtatásnak 16-ra csökkentették.[6]

Március-április
- Kiskorúak nem eshetnek át reparatív terápián Virginiában.[7]
- Washingtonban a meleg pánik jogi védelem nem felhasználható védekezésként bűncselekmények (általában emberölés) elkövetése után.[8]
- Sarkban legális az azonos neműek házassága.

Május
- Írországban női párok, akiknek mesterséges megtermékenyítéssel hozták létre terhességét, mindketten legálisan bejegyezhetőek a gyerek szülőjeként.[9]
- Kiskorúak nem eshetnek át reparatív terápián Németországban, illetve azon felnőtteknek, akikről úgy döntenek, hogy nem saját döntésük alapján vesznek részt.[10]
- Brazíliában alkotmányellenesnek tekintenek egy törvényt, amely szerint meleg és biszexuális férfiak egy évig szexuális kapcsolat létrejötte utánig nem adhatnak vért.[11]
- Albánia lett a harmadik európai ország, ahol betiltották a reparatív terápiákat.[12]
- Magyarországon ezt követően nem ismerik el a nemváltoztatást. Transznemű és interszexuális személyek hivatalos irataiban nem szerepelhet választott nemük.[13][14]
- Zambia elnöke megbocsát 3000 rabnak, akiket az előző évtizedekben homoszexualitás vádjával ítéltek el. Ettől függetlenül a homoszexualitás továbbra is illegális az országban.[15]
- Costa Ricában legális az azonos neműek házassága.[16]

Június-július
- A Barack Obama elnöksége alatt elfogadott transznemű diszkrimináció ellenes végrehajtói utasítást visszavonták az Egyesült Államokban. Ezt követően legálisan lehet diszkriminálni transznemű személyeket.
- Az Egyesült Államokban a Legfelsőbb Bíróság kiterjesztette a szövetségi munkavédelmet meleg, leszbikus, biszexuális és transznemű dolgozókra.[17]
- Montenegróban legális az azonos nemű élettársi kapcsolat.[18]
- Oroszországban alkotmányosan betiltották az azonos neműek házasságát.[19]
- Gabonban legális az azonos neműek közti szexuális kapcsolat.[20]
- Szudánban homoszexualitásért ezt követően nem szabható ki halálbüntetés, de még továbbra is illegális.[21]
- Mexikóváros az első állam Mexikóban, amely betiltja a reparatív terápiákat.[22]

Augusztus-október
- Dél-Afrikában ezt követően nem utasíthatják el az azonos neműek összeházasítását.[23]
- Barbadoson ezt követően nem lehet diszkriminálni szexualitás alapján.[24]
- Az Egyesült Államokban Donald Trump betiltotta a sokszínűség-képzést kormányhivatalokban.[25]
- Mexikóban México lett a második állam, amely betiltja a reparatív terápiákat.[26]

November
- Nevadában egy népszavazáson megszavazták az alkotmányos védelmet az azonos neműek házasságáért.[27]
- Mexikó Puebla államában legalizálják az azonos neműek házasságát.[28]
- Kanadában Yukon az első terület, amely betiltja a reparatív terápiákat.
- Mexikóban Puebla állam az első, amelyben létrehoztak egy rendőrségi egységet az LMBT-személyek elleni bűncselekmények kinyomozására.[29]

December
- Mexikó Tlaxcala állama a huszonkettedik, amelyben legális az azonos neműek házassága.[30]
- Magyarországon alkotmányosan betiltják az azonos neműek házasságát és az azonos nemű párok által való örökbefogadást.[31]
- Uruguayban visszavonták a meleg férfiakra vonatkozó véradással kapcsolatos tiltásokat.[32]

## 2021
Január
- Az Egyesült Államokban felfüggesztik a Donald Trump által bejelentett végrehajtói utasítást a sokszínűség-képzések ellen.[33]
- Csupán órákkal beiktatását követően Joe Biden aláírt egy végrehajtói utasítást, amely szerint szexualitás, nemi identitás és sztereotípiák alapján illegális a diszkrimináció.[34][35]
- Joe Biden aláírt egy végrehajtói utasítást, amely szerint transzneműek is szolgálhatnak a hadseregben, ezzel visszavonva a Donald Trump által létrehozott tiltást.[36]

Február
- Angolában továbbá nem illegális a homoszexualitás.[37]
- A béranyaság ezt követően legális azonos és ellentétes nemű párok számára is New Yorkban.[38]
- Bhutánban a homoszexualitás ezt követően nem bűncselekmény.[39]

Március-május
- Az Európai Parlament döntése alapján az Európai Unió teljes területe szabadságzóna LMBTIQ-személyeknek.[40]
- Joe Biden visszavonja a Trump-elnökség idején létrehozott szabályzatot, amely szerint egészségügyi cégek elutasíthatták a biztosítást transznemű személyeknek.[41]

Június
- Magyarországon elfogadnak egy törvényt, amely szerint az iskolai szexuális felvilágosítások nem irányulhatnak nem megváltoztatására és a homoszexualitás népszerűsítésére. Megtiltja a 18 év alattiak által a homoszexualitás népszerűsítését és megjelenítését. Ezek mellett tilos lesz olyan reklámot elérhetővé tenni 18 éven aluliaknak, ami „a szexualitást öncélúan ábrázolja, illetve a születési nemnek megfelelő önazonosságtól való eltérést, a nem megváltoztatását, valamint a homoszexualitást népszerűsíti, jeleníti meg”.[42]
- Indiában, Tamilnádu államban és Puduccseri szövetségi területen betiltják a reparatív terápiákat. A bíró javaslata szerint tanítani kellene az iskolákban a gyerekeket, hogy megértség az LMBT közösséget.[43][44]
- A mexikói Sinaloa államában legalizálják az azonos neműek házasságát.

Július
- Az Izraeli Legfelsőbb Bíróság döntése szerint az azonos nemű párok ellen diszkrimináló béranyasági törvényt, amelyet 2018-ban hoztak meg, megváltoztatja a Legfelsőbb Bíróság és hat hónapon belül fog életbe lépni.[45]

Szeptember
- Svájcban a szavazók elfogadták az azonos neműek házasságát egy országos népszavazáson. A szavazók 64.1%-a elfogadta a reformot és a 26 kantonból egyik se volt ellene. Appenzell Innerrhoden kapta az elfogadó szavazatok legkisebb százalékát, 50.8%-ot. Basel-Stadtban volt a legnagyobb a támogatottsága, 74%.[46][47]

November
- Spanyolországban aláírtak egy rendeletet, amely egyedülálló és azonos nemű kapcsolatban élő nőknek ingyenes IVF-kezelést (in vitro fertilizáció) ajánl. Ezek mellett létrehoztak egy törvényjavaslatot is, amely ezt véglegessé tenné, átmeneti formája helyett.[48]
- A Botswanai Fellebbviteli Bíróság helybenhagyta a Legfelsőbb Bíróság döntését, amely megszüntette a azonos neműek közötti szexuális kapcsolat büntethetőségét.[49]
- Chilében a miniszterek jóváhagyták a törvényjavaslatot, amely támogatja az azonos neműek házasságát, amely javaslatot a Szenátus hét nappal később elfogadott.[50]

December
- Kanada bűntetté nyilvánítja a reparatív terápia hirdetését és alkalmazását kiskorúakon és beleegyező és bele nem egyező felnőtteken. A reparatív terápiát a következőképpen definiálja a törvény: „gyakorlat, kezelés vagy szolgáltatás, amelyet egy személy szexuális orientációjának heteroszexuálisra változtatásáért vagy egy személy nemét ciszneműre változtatásáért végeznek.” A törvénynek köszönhetően a kanadai kormány eltávolíthat online hirdetéseket ilyen terápiákról.[51][52]

## 2022
Január
- Svájcban legális az egyszerű nemváltoztatás, műtétes beavatkozás nélkül.[53]
- Kanadában illegális a reparatív terápia.[54]
- Görögországban eltörlik a 45 éves törvényt, amely szerint meleg férfiak nem adhatnak vért. Várakozási idő se szükséges.[55]
- Izraelben legális a béranyaság meleg férfiak számára.[56]

Február
- Izrael Egészségügyi Minisztériuma betiltja a reparatív terápia hirdetését és jogilag bünteti azt.[57]
- Az Új-zélandi Parlament elfogadja a reparatív terápia betiltását 18 év alattiak, illetve azok számára, akik nem tudnak maguk döntést hozni. Kárt okozó reparatív terápiát minden életkori csoportba betiltottak.[58]
- Kuvait Alkotmánybírósága jogellenesnek nevezett egy törvényt, amely bűntettnek nevezte a transzneműséget.[59]
- Indiában bejelentették, hogy a nemi megerősítő műtéteket támogatni fogja a nemzeti biztosítás.[60]

Március
- Chilében legális az azonos neműek házassága.[61]
- Franciaországban eltörlik a várakozási időt véradásra, olyan férfiaknál, akik férfiakkal léptek szexuális kapcsolatba.[62]
- Írországban 4 hónapra csökkentik a várakozási időt véradásra, olyan férfiaknál, akik férfiakkal léptek szexuális kapcsolatba.[63]
- Az Egyesült Államok Közlekedési Biztonsági Ügynöksége nemtől független ellenőrzéseket vezet be reptereken.[64]
- Guatemala betiltja az azonos neműek házasságát.[65]

Április
- Az Amerikai Egyesült Államokban már választható az „X” nembináris nem az útleveleken.[66]

Május
- Litvániában eltörlik a várakozási időt véradásra, olyan férfiaknál, akik férfiakkal léptek szexuális kapcsolatba.[67]
- Ausztriában eltörlik a várakozási időt véradásra, olyan férfiaknál, akik férfiakkal léptek szexuális kapcsolatba.

Július
- Svájcban legális az azonos neműek házassága.[68]
- Antigua és Barbudában az azonos neműek közötti kapcsolat legális.[69]
- Alkotmányellenesnek találták Szlovéniában az azonos neműek házasságának betiltását.[70][71]
- Andorrában 2023. január 1-től legális az azonos neműek házassága.

Augusztus
- Indiában a család definíciójába már a queer kapcsolatok is számítanak és védelmet érdemelnek.[72]
- Chilében a beleegyezési korhatár azonos minden kapcsolatra.
- Saint Kitts és Nevis-en az azonos neműek közötti szexuális kapcsolat legális.[73]

Szeptember
- Indiában a reparatív terápiát etikátlan orvosi cselekedetnek tekintik.[74][75]
- Kubában népszavazáson elfogadják a családjogi törvény átfogó reformját, amely egyebek között lehetővé teszi az azonos neműek házasságát és meleg pároknak az örökbefogadást, valamint kiterjeszti a gyerekek és a nagyszülők jogait.[76]

Október
- Lettországban azonos neműek bejegyzett élettársak lehetnek.[77]
- A szlovén parlament engedélyezi az azonos neműek házasságát.[78]
- Sam Smith és Kim Petras lettek az első nyíltan nembináris és transznemű zenei előadók, akik elérték a Billboard Hot 100 amerikai slágerlista első helyét, Unholy című közreműködésükkel.[79]
- A mexikói Tamaulipas és Tabasco szövetségi államok is legalizálják a melegházasságot, így az már a közép-amerikai ország mind a 32 szövetségi államában törvényes. (Az ország legfelsőbb bírósága 2015-ben minősítette alkotmányellenesnek a melegházasságra kimondott tilalmat.)[80]

November
- Szingapúr dekriminalizálja a férfiak közötti szexuális kapcsolatot, ugyanakkor módosítják az alkotmányt, amely megerősíti a férfi és nő közötti házasság definícióját.[81]

December
- Az Egyesült Államokban elfogadják az azonos neműek házasságát védő szövetségi törvényt.[82]
- Barbados bírósága legálissá teszi az azonos neműek közötti szexuális kapcsolatokat.[83]
- Spanyolországban a kongresszus elfogad egy törvényjavaslatot, ami szerint minden 16 évesnél idősebb személy megváltoztathatja nemét, mindössze egy hivatalos bejelentéssel a legközelebbi hivatalban és anélkül, hogy részt kellene venniük konzultáción, illetve hormonterápián. 12 és 16 éves kor közötti transzneműek pedig csak egyes esetekben változtathatják meg nemüket.[84]

## 2023
Január
- A londoni kormány megvétózza és nem engedi életbe lépni Skóciában azt a törvényt, amely a transzneműeknek orvosi diagnózis nélkül engedélyezné, hogy jogilag megváltoztassák a nemi hovatartozásukat, és a korhatárt 18-ról 16 évre csökkentené.[85]

Február
- Szlovéniában legális az azonos neműek házassága.[86]
- Finnországban engedélyezek a transzneműek nemváltoztatását anélkül, hogy meddőnek kellene lenniük vagy sterilizáción kellene átesniük.[87]
- Egy hongkongi bíróság döntése szerint a kormány nem kényszerítheti arra transznemű polgárait, hogy nemi megerősítő műtéten essenek át mielőtt megváltoztathatják nemüket, hiszen az alkotmányellenes.[88]
- Andorrában legális az azonos neműek házassága.[89][90]

Március
- Curaçaóban elismerik az azonos neműek házasságát és együttélését.[91]

Szeptember
- A hongkongi legfelsőbb bíróság – annak ellenére, hogy nem legalizálta a melegek házasságát és élettársi kapcsolatát – két évet adott a város kormányzatának, hogy kidolgozza az egynemű párok külföldön kötött formális kapcsolatához fűződő jogok elismeréséhez szükséges kereteket.[92][93]
- A strasbourgi Emberi Jogok Európai Bírósága (EJEB) kötelezi Bulgáriát olyan jogi keretrendszer kidolgozására, amely lehetővé teszi az azonos nemű párok számára kapcsolatuk megfelelő jogi elismerést és védelmét.[94]

Október
- Az indiai legfelső bíróság ötfős tanácsa elutasítja (október 17.) azt a beadványt, hogy legalizálja az azonos neműek házasságát, mondván, ez a parlament feladata. (Ugyanakkor azt is hangsúlyozta, hogy az LMBTQ-közösséggel szembeni diszkriminációt fel kell számolni.)[95]

December
- Ferenc pápa szándékának megfelelően december 18-án megjelentik a „Fiducia supplicans” kezdetű, az áldások lelkipásztori természetéről szóló vatikáni állásfoglalás, mely – annak a hangsúlyozása mellett, hogy a katolikus egyház nézetei nem változtak meg a házasságról és a nemi erkölcsről – megteremtette „a szabálytalan helyzetű”, köztük az azonos nemű párok áldásának lehetőségét,[96] azonban semmiképpen sem szabad összetéveszteni a heteroszexuális házasság szentségével.[97]

## 2024
Január
- Az azonos neműek házassága legális Észtországban.[98]
- Gabriel Attal Franciaország történetének első nyíltan meleg kormányfője lett.[99]

Február
- Az azonos neműek házassága legális Görögországban.[100]
- Ghána parlamentje elfogad egy javaslatot, amely akár öt év börtönbüntetéssel is bírságolna LMBT-aktivistákat.[101]

Március
- Új-Dél-Wales kormánya betiltja a reparatív terápiát.[102]
- Thaiföld parlamentje 400–10 arányban jóváhagyja az azonos neműek házassága legalizálását.[103]

Április
- Németországban megkönnyítik a név és nemváltoztatást.[104]
- Svédországban a nemváltoztatás korhatárát 16-ra csökkentik 18-ról.[105]
- Csehországban az azonos nemű párok további jogokat kapnak.[106]
- Dominikában dekriminalizálják a homoszexualitást.[107]
- Irak parlamentje illegálissá teszi az azonos nemű kapcsolatokat.[108]

Május
- Az Egyesült Metodista Egyház engedélyezi az azonos neműek házasságát templomjaiban.[109]
- Liechtenstein parlamentje eltörli az azonos neműek házasságának tiltását.[110]

Június
- Namíbia parlamentje dekriminalizálja a homoszexualitást.[111]

Július
- Dániában és Csehországban is engedélyezik a véradást homoszexuális férfiak számára.[112][113]
- A Holland Legfelsőbb Bíróság döntése szerint Arubában és Curaçaóban is legális az azonos neműek házassága.[114]

Augusztus
- Bulgáriában betiltják az LMBT közösséghez kapcsolódó témák tanítását.[115]
- Indiában LMBT párok nyithatnak közös bankszámlát.[116]

Szeptember
- Grúziában korlátozzák az LMBT-személyek jogait.[117]
- Az Egyesült Államok Kentucky államában betiltják a reparatív terápiát.[118]

November
- Hondurasban engedélyezik a véradást homoszexuális férfiak számára.[119]

December
- Albertában betiltják a transznemű gyermekek egészségi ellátását, transznemű sportolók részvételét, és szülői engedély nélküli iskolai névváltoztatást.[120][121]

## 2025
Január
- Az azonos neműek házassága legális, illetve elismerik a korábban kötött ilyen frigyeket Thaiföldön, miután életbe lép az erről szóló törvény (január 23.). (Az úgynevezett házassági egyenlőségről szóló jogszabályt 2024 szeptemberében fogadták el, majd azt aláírta a király.)[122][123]
- Az azonos neműek házassága legális Liechtensteinben.
- Donald Trump hivatalba lépésével jelentősen csökkennek az amerikai transznemű személyek jogai.[124][125] Betiltásra kerül a nemi megerősítő műtét 19 éven aluliak számára.[126] Ezek mellett megvonnak minden pénzügyi támogatást iskoláktól, amelyek segítik diákjaik nemváltoztatásának szociális részét (ezek közé tartozik a nemi identitás szerinti mosdóhasználat, megfelelő név és személyes névmások használata).[127]

Február
- Az Amerikai Egyesült Államokban betiltják a transznemű személyek részvételét sportokban.[128]
- Argentínában betiltják a nemi megerősítő beavatkozásokat 18 éven aluliak számára.[129]

Március
- Magyarországon betiltják a LMBT-események rendezését, amelyek közé tartozik a Budapest Pride is.[130]
- Utah lett az első állam az Egyesült Államokban, ahol betiltják a szivárványzászlókat kormányzati épületeken és iskolákban.[131][132]